# حوذان خيطي الأوراق
الحوذان خيطي الأوراق (الاسم العلمي: Ranunculus trichophylius) نوع نباتي يتبع جنس الحوذان من الفصيلة الحوذانية.

## الموئل والانتشار
موطنه الأصلي بلاد الشام. ينتشر أيضاً في الولايات المتحدة وكندا.

## الوصف النباتي
النبات معمر.